# Cabo McNab
O Cabo McNab (66° 56′ S, 163° 14′ L) é um cabo (350 m) que forma a extremidade sul da Ilha de Buckle nas Ilhas Balleny. Recebeu o nome de John McNab, segundo suboficial da escuna Eliza Scott, que fez um esboço da Ilhas Balleny quando foram descobertos por John Balleny em 1839.